# Миљенко Михић
Миљенко Михић (Мостар, 30. новембар 1933 — Београд, 17. децембар 2009) био је југословенски фудбалски тренер.

## Тренерска каријера

### ФК Црвена звезда
Михић је већ десет година радио као тренер у омладинским категоријама Црвене звезде, пре него што је постао главни тренер првог тима у мају 1974. године, на крају сезоне 1973-74, првенства Југославије, након одласка дугогодишњег тренера Миљана Миљанића у ФК Реал Мадрид. У сезони 1974/75 првенства Југославије у фудбалу, Михић је одвео Црвену звезду у полуфинале у Купу победника купова. Током такмичења, Црвена звезда је елиминисала ФК ПАОК, ФК Авенир Беген и ФК Реал Мадрид, чији је тренер тада био Миљан Миљанић, Михићев претходник на клупи Црвене звезде. У полуфиналу, Црвену звезду је елиминисао мађарски клуб ФК Ференцварош, али је забележено присуство 110.000 гледалаца на мечу на стадиону Црвене звезде остало највеће у било којој утакмици у историји српског и југословенског фудбала. Иако је ово достигнуће било једно од највећих међународних успеха у историји клуба, до краја сезоне, Црвена звезда је била на трећем месту у првенству Југославије, а то није било довољно добро да Михић задржи свој посао. Након 11 година у клубу, Михић је напустио Црвену звезду.

### Наставак каријере
Након одласка из Црвене звезде, Михић је тренирао неколико клубова који су се такмичили у првенству Југославије. Прво је тренирао ФК Борац Бања Лука, па затим НК Осијек, ФК Напредак Крушевац и ФК Земун. Михић је допринео првом појављивању ФК Борац Бања Лука на европском такмичењу, када је клуб прошао у други круг такмичења у Купу победника купова 1976. године, када је елиминисан од победника такмичења ФК Андерлехт. Иако је ФК Борац Бања Лука победио ФК Андерлехт са 1:0, који је тада претрпео свој једини пораз, у другој утакмици клуб из Бањалуке је изгубио 3:1 и испао из даљег такмичења.
Михић је био тренер фудбалске репрезентације Израела у периоду од 1986—1988. године. Такође, тренирао је и фудбалску репрезентацију Југославије до 21 године, а био је и помоћни тренер фудбалске репрезентације Југославије.

## Приватни живот
Михић је провео последње године у Београду са супругом Розиком, са којом је имао сина Драгана. Преминуо је у Београду после дуге болести, 17. децембра 2009. године. Сахрањен је 23. децембра на гробљу Смрчењаци у Мостару, по његовој жељи. Михић је објавио књигу његове поезије под називом Мостар у срцу.